# 葡萄牙的康斯坦莎
葡萄牙的康斯坦莎（葡萄牙語：Constança de Portugal，1290年1月3日—1313年11月18日），卡斯提爾王后，葡萄牙國王迪尼什一世的女兒。

## 家庭
1302年，康斯坦莎與卡斯提爾國王費爾南多四世結婚，兩人共有1子1女：
1. 萊昂諾爾（英语：Eleanor of Castile (1307–1359)）（1307年—1359年），亞拉岡王后
2. 阿方索（1311年—1350年），卡斯提爾國王